# Témara
Témara (àrab: تمارة, Tamāra; amazic estàndard marroquí: ⵜⵎⴰⵔⴰ, Tmara) és un municipi de la prefectura de Skhirate-Témara, a la regió de Rabat-Salé-Kenitra, al Marroc. Segons el cens de 2014 tenia una població total de 313.510 persones. Situada entre Rabat i Casablanca, té moltes platges i un port petit.

## Història
Témara va ser fundada en el segle xii (1130–1163) pel soldà almohade Abd-al-Mumin ibn Alí, qui hi va construir una mesquita. Cinc segles més tard, Mulay Ismail hi va construir la muralla actual i va fer de Temara un ribat al voltant de la mesquita Said. Més tard, Mulay Abd ar-Rahman (1822-1859) i Mulay Abdul Aziz (1894-1908), completaren la kasbah dels Udaies com a camps religiosos i militars.

## Agermanaments
- Saint Germain-en-Laye (1982)[2]